# Glyptoscapus vanettii
Glyptoscapus vanettii là một loài bọ cánh cứng trong họ Cerambycidae.